# Corona Blossom
《Corona Blossom》是由FrontWing發售的戀愛冒險類型美少女遊戲，第一集《來自宇宙的禮物》（Gift From the Galaxy）於2016年7月28日發售，第二集《自外而來的真相》（The Truth From Beyond）於2016年10月27日發售，第三集《跨越星際的旅行》（Journey to the Stars）於2017年1月26日發售
。簡體中文版的第一集於2019年2月22日更新，剩下兩集於6月13日更新。

## 故事
大崎景次在隕石墜落地方發現金屬生命體少女アルネ，由於アルネ想回故鄉景次便決定要幫忙將她送回宇宙。

## 角色
大崎景次
本作的男主角。從小父母雙亡，大學入學考試落榜後在祖父的工廠駕駛機器人工作。
アルネ
身高：145cm，三圍：B73（A）/W57/H76
來至宇宙的液態金屬生命體，在與景次接觸後成為少女模樣，擁有變形成眼前物體的能力。
阿久根志乃（聲優：藤森ゆき奈）
身高：164cm，三圍：B94（G）/W60/H88，生日：11月29日，血型：A型
景次的青梅竹馬。大學畢業後在自家經營的澡堂工作。
霧島茱萸子（聲優：橘まお）
身高：154cm，三圍：B86（D）/W57/H87，生日：6月22日，血型：O型
的看板娘，機器人運動會的選手。
リリ・ルカルサ・シャモーニ（聲優：成瀨未亞）
身高：160cm，三圍：B88（E）/W56/H88，生日：弥生月三日，血型：宇宙AB型
來至宇宙的宇宙海盜。為了尋找稀有金屬而來到地球。
ユニィ・マリエッテ・パニーニ（聲優：手塚りょうこ）
身高：163cm，三圍：B92（F）/W57/H89，生日：皐月五日，血型：宇宙A型
リリ的部下。
日置奏（聲優：春咲實李）
身高：166cm，三圍：B99（I）/W60/H89，生日：4月13日，血型：B型
關心景次的大姊姊。

## 主題曲
片頭曲「Happy! Corona Blossom」
作詞、作曲、主唱：桃井はるこ，編曲：折倉俊則
片尾曲「Be Myself」
作詞、主唱：Ayumi.，作曲、編曲：折倉俊則

## 工作人員
- 原画、角色設計：
- 劇本：七央結日
- 機械設計：大河廣行
- 美術監督：金子雄司
- BGM：松本文紀
- 製作人：山川龍一郎

## 外部連結
- 官方網站（页面存档备份，存于）（日語）